# سید فخرالدین مرعشی
سید فخرالدین مرعشی یک امیرزادهٔ مرعشی بود که از سال ۱۳۸۱ تا ۱۳۹۰ منطقه رستمدار را اداره می‌کرد. او قدرت را با سه برادر دیگرش تقسیم کرده بود. کمال‌الدین اول در ساری؛ رضی‌الدین در آمل؛ و شرف‌الدین در کاراتوغان. آن‌ها با هم، یک قلمرو حاکم بر سراسر مازندران را اداره می‌کردند و از غرب تا شهر قزوین گسترده بودند.  آن‌ها این عرصه را از پدر خود، میربزرگ که بنیانگذار مرعشیان بود، به ارث برده بودند. 
رستمدار در اصل بخشی از قلمرو باستانی پادوسپانیان بود؛ با این حال، اندکی پس از به حکومت رسیدن ملک عضدالدوله قباد، مرعشی‌ها او را به عدم همکاری و بدرفتاری با دراویش پیرو خود متهم کردند. فخرالدین با قصد ادغام رستمدار در قلمرو مرعشی، قباد را شکست داده و مناطق ساحلی رستمدار را در سال ۱۳۸۰ تصرف کرد. 
یک سال بعد (۱۳۸۱)، یک تهاجم دیگر از قوای مرعشی، قباد را در نبرد لکتور شکست داد و قباد را کشت. قلعه کجور فتح شد و محل اقامت دائم فخرالدین گردید. مرعشی‌ها اکنون ارباب کل مازندران بودند. پادوسپانیان به‌طور موقت در سال ۱۳۹۰ میلادی، از قدرت خلع شدند و تا زمانی که تقریباً یک دهه بعد سعدالدوله طوس بر تخت بازگشت، حکومت نداشتند و تنها به صورت چریکی با مرعشیان مبارزه می‌کردند.  
با این حال، طوس مخفیانه با اسکندر شیخی مکاتبه می‌کرد و سرانجام در سال ۱۳۹۲ به نیروهای تیمور پیوست. سال بعد (۱۳۹۳)، تیمور مرعشی‌ها را خلع ید و مازندران را فتح کرد.  وی سرزمین‌های آن‌ها را بین خانواده‌های رقیب ایشان و والیان تیموری تقسیم کرد.  طوس موفق شد او را متقاعد کند که از جان خانواده مرعشی بگذرد. آن‌ها در عوض تبعید شدند، در حالی که اسکندر شیخی به عنوان استاندار مازندران منصوب شد.   در زمان مرگ تیمور در سال ۱۴۰۵، فخرالدین و کمال‌الدین در کاشغر درگذشتند. 